# Yevgeny Mironov
Yevgeny Mironov (Unión Soviética, 1 de noviembre de 1943) es un atleta soviético retirado, especializado en la prueba de lanzamiento de peso en la que llegó a ser subcampeón olímpico en 1976.

## Carrera deportiva
En los JJ. OO. de Montreal 1976 ganó la medalla de plata en el lanzamiento de peso, con una marca de 21.03 metros, siendo superado por Udo Beyer (oro con 21.05 m) y quedando por delante del también soviético Aleksandr Baryshnikov (bronce con 21.00 metros).